# 5220 Віка
5220 Віка (5220 Vika) — астероїд головного поясу, відкритий 23 вересня 1979 року.
Тіссеранів параметр щодо Юпітера — 3,581.